# Xevi Pujolar
Xevi Pujolar (3 de janeiro de 1973) é um engenheiro mecânico espanhol e o atual diretor de corrida da equipe de Fórmula 1 Stake F1 Team Kick Sauber. Anteriormente, ele trabalhou na Fórmula 1 para a Jaguar, Williams, Hispania, Toro Rosso e Alfa Romeo.

## Carreira no automobilismo
Pujolar era fã de motos. Seu primeiro GP na vida foi um da MotoGP, em Paul Ricard, em meados dos anos 1980. Em 1992, ele ingressou na Universidade de Girona, onde estudou engenharia mecânica por três anos e logo conseguiu um emprego, na Genikart, que tinha Fernando Alonso como um de seus pilotos. Após se formar em 1996, trabalhou com kart na França, com Cristian Boudon por um ano. Depois, foi trabalhar na Fórmula Nissan para a equipe G-Tech como engenheiros de corrida. E permaneceu por lá até o ano de 2000, onde migrou para a F3000 na equipe júnior da Red Bull. Onde ele ficou até 2002 e, conheceu Nikki Lauda, que o convidou para trabalhar na equipe Jaguar na Fórmula 1, para ser um dos engenheiros responsáveis pelo carro de Eddie Irvine.
Em 2003, foi trabalhar para Williams no carro de Juan Pablo Montoya. em 2004, foi promovido a engenheiro de corrida, onde trabalhou com diversos pilotos da Williams até 2009. em 2010, Pujolar foi engenheiro sênior da Hispania, onde trabalhou como engenheiro de corrida de Bruno Senna, mas saiu logo no ano seguinte, voltando à Williams para ser o engenheiro de corridas de Pastor Maldonado, uma parceria que continuou em 2012, onde Maldonado conquistou a vitória no Grande Prêmio da Espanha. Pujolar foi nomeado engenheiro chefe de corrida em 2013. Em 2013, ele foi para a Toro Rosso, mantendo o papel de engenheiro de corrida sênior, e trabalhou com Jean-Eric Vergne e depois com Max Verstappen.
Em maio de 2016, Pujolar se desligou da Toro Rosso por divergências com a cúpula da equipe italiana. E, em agosto do mesmo ano, foi trabalhar para a Sauber (atual Stake F1 Team Kick Sauber), como chefe de engenharia de pista. Posto este que estava vago desde que Tim Malyon deixou a equipe suíça em abril de 2016, apenas três meses após ele substituir Giampaolo Dall'Ara. Em outubro de 2023, Pujolar foi promovido ao cargo de diretor de corrida da equipe.